# Hellas Planitia
Hellas Planitia är en nedslagskrater som ligger söder om Mars ekvator. Hellas är den tredje eller fjärde största nedslagskratern och den största synliga nedslagskratern i hela solsystemet. Kratern är 7 152 m djup och 2 300 kilometer lång i diameter från öst till väst.  Kratern påstås att ha skapats under den sena tunga bombardemanget när en stor asteroid kolliderade med planeten för ungefär 3,9 miljarder år sedan.